# Rubens, schilder en diplomaat
Rubens, schilder en diplomaat é um filme de drama biográfico belga de 1977, dirigido por Roland Verhavert e escrito por Hugo Claus, sobre o pintor flamengo Peter Paul Rubens. Foi selecionado como representante da Bélgica à edição do Oscar 1978, organizada pela Academia de Artes e Ciências Cinematográficas.

## Elenco
- Eddy Asselbergs - Olivares
- Robert Borremans - Velasquez
- Eddie Brugman - Peter Pourbus
- Domien De Gruyter - Nicolaas II Rockox
- Johan Leysen - Rubens
- Ann Petersen - Marie de Medicis
- Hugo Van Den Berghe - Adriaan Brouwer
- Frans Van den Brande - Hertog van Lerma
- Joris Van den Eynde - Filips
- André van den Heuvel - Caravaggio
- Martin Van Zundert - Richelieu
- Lucas Vandervost - Jacob Jordaens